# Джефферсон (округ, Вашингтон)
Шаблон:StateAbbr_ 47°50′ пн. ш. 123°35′ зх. д. / 47.84° пн. ш. 123.58° зх. д.
О́круг Дже́фферсон (англ. Jefferson County) — округ (графство) у штаті Вашингтон, США. Ідентифікатор округу 53031.

## Історія
Округ утворений 1852 року.

## Демографія
За даними перепису 2000 року загальне населення округу становило 25953 осіб, зокрема міського населення було 11589, а сільського — 14364. Серед мешканців округу чоловіків було 12696, а жінок — 13257. В окрузі було 11645 домогосподарств, 7578 родин, які мешкали в 14144 будинках. Середній розмір родини становив 2,67.
Віковий розподіл населення поданий у таблиці:
| Стать    | До 15 років | 15-21 | 22-29 | 30-39 | 40-49 | 50-65 | 65-85 | Понад 85 |
| -------- | ----------- | ----- | ----- | ----- | ----- | ----- | ----- | -------- |
| Чоловіки | 2059        | 978   | 645   | 1267  | 2130  | 2951  | 2458  | 208      |
| Жінки    | 2049        | 879   | 659   | 1388  | 2349  | 3118  | 2477  | 338      |

## Суміжні округи
- Айленд — північний схід
- Кітсеп — південний схід
- Сан-Хуан — північний схід
- Мейсон — південь/південний схід
- Ґрейс-Гарбор — південь/південний захід
- Клеллам — північний захід

## Виноски
1. ↑  U.S. Decennial Census. United States Census Bureau. Архів оригіналу за 26 квітня 2015. Процитовано 7 січня 2014.
2. ↑  Historical Census Browser. University of Virginia Library. Архів оригіналу за 11 серпня 2012. Процитовано 7 січня 2014.
3. ↑  Population of Counties by Decennial Census: 1900 to 1990. United States Census Bureau. Архів оригіналу за 2 лютого 2019. Процитовано 7 січня 2014.
4. ↑  Census 2000 PHC-T-4. Ranking Tables for Counties: 1990 and 2000 (PDF). United States Census Bureau. Архів оригіналу (PDF) за 18 грудня 2014. Процитовано 7 січня 2014.
5. ↑  State & County QuickFacts. United States Census Bureau. Архів оригіналу за 7 червня 2011. Процитовано 7 січня 2014.(англ.) Наведено за англійською вікіпедією.
6. ↑  American FactFinder. Бюро перепису населення США. Архів оригіналу за 21 травня 2008. Процитовано 31 січня 2008.

| США | Це незавершена стаття з географії США. Ви можете допомогти проєкту, виправивши або дописавши її. |